# 雷诺索
雷诺索，是西班牙卡斯蒂利亚-莱昂布尔戈斯省的一个市镇。总面积9平方公里，总人口24人（2001年），人口密度3人/平方公里。